# Salix chikungensis
Salix chikungensis ist ein Strauch aus der Gattung der Weiden (Salix) mit filzig behaarten und später verkahlenden Zweigen. Die Blattspreiten haben Längen von 6 bis 8,5 Zentimetern. Das natürliche Verbreitungsgebiet der Art liegt in China.

## Beschreibung
Salix chikungensis ist ein Strauch mit dunkelbraunen, anfangs filzig behaarten und später verkahlenden Zweigen. Die Knospen sind gelblich braun, eiförmig und kahl. Die Laubblätter haben hinfällige Nebenblätter und einen etwa 8 Millimeter langen Blattstiel. Die Blattspreite ist elliptisch, elliptisch-lanzettlich, länglich verkehrt-lanzettlich oder eiförmig-lanzettlich, 6 bis 8,5 Zentimeter lang und 1,5 bis 2 Zentimeter breit, kurz zugespitzt oder spitz, mit keilförmiger bis breit keilförmiger Basis und gesägtem Blattrand. Die Blattoberseite ist matt grün, anfangs fein behaart und später verkahlend, die Unterseite ist glauk, anfangs dicht seidig behaart und ebenfalls verkahlend.
Die männlichen Blütenstände sind 2,4 bis 2,7 Zentimeter lange Kätzchen. Der Blütenstandsstiel ist 5 bis 6 Millimeter lang, die Blütenstandsachse ist filzig behaart. Die Tragblätter sind bräunlich, eiförmig-lanzettlich oder eiförmig-länglich, etwa 2,5 Millimeter lang, beidseitig fein behaart und mit stumpfer Spitze. Männliche Blüten haben eine adaxiale und eine abaxiale Nektardrüse. Die zwei freien Staubblätter haben etwa 4 Millimeter lange und an der Basis daunig behaarte Staubfäden. Weibliche Kätzchen sind wenigblütig, zylindrisch, dünn, 3 bis 4 Zentimeter lang bei Durchmessern von 8 Millimetern. Der Blütenstandsstiel ist selten ab 2,5 meist 3 bis 4 Zentimeter lang und trägt drei bis fünf Blätter. Die Tragblätter sind bräunlich, dreieckig-lanzettlich, 1,5 bis 2 Millimeter lang und spitz. Die Oberseite ist flaumig behaart, die Unterseite beinahe kahl oder an der Basis fein behaart. Weibliche Blüten haben eine breit eiförmige oder stumpfe adaxiale Drüse und eine kleine abaxiale. Der Fruchtknoten ist 2,3 bis 3 Millimeter lang, kahl und etwa 0,5 Millimeter lang gestielt. Der Griffel und die Narbe sind kurz. Als Früchte werden eiförmig-elliptische Kapseln gebildet. Salix chikungensis blüht im April und Mai, die Früchte reifen von Mai bis Juni.

## Vorkommen
Das natürliche Verbreitungsgebiet liegt in den chinesischen Provinzen Henan und Jiangxi. Salix chikungensis wächst entlang von Flüssen in Höhen von 1500 bis 2500 Metern.

## Systematik
Salix chikungensis ist eine Art aus der Gattung der Weiden (Salix) in der Familie der Weidengewächse (Salicaceae). Dort wird sie der Sektion Salix zugeordnet. Sie wurde 1920 von Camillo Karl Schneider erstmals wissenschaftlich beschrieben. Der Gattungsname Salix stammt aus dem Lateinischen und wurde schon von den Römern für verschiedene Weidenarten verwendet.

## Nachweise